# Three ’N One
Three ’N One ist ein elektronisches Musikprojekt, welches von André Strässer und Sharam Jey ins Leben gerufen wurde. Sie veröffentlichten mit Reflect 1996 einen Top 20 Hit. Durch Remixe trugen sie außerdem selber zur Etablierung und zu Erfolgen anderer Künstler bei. Somit wurde 1997 ein Three ’N One Remix des Songs Café del Mar von Energy 52 im Jahre 1997 zum internationalen Hit.

## Geschichte
Gemeinsam veröffentlichten Strässer und Jey als Tree ’N One 1996 ihre erste und erfolgreichste Single Reflect als Produzentenduo. Sie kamen bei dem Label Low Spirit Recordings unter, dessen Tochterfirma Fire Recordings die ersten Singles veröffentlichte.
Der Titel Reflect kam Ende Januar 1997 in die deutschen Charts, erreichte dort Platz 16 und hielt sich drei weitere Wochen.
1997 veröffentlichten sie ihre zweite Single Sin City, die musikalisch mit der ersten vergleichbar ist, jedoch erfolglos blieb. Dafür veröffentlichten sie im Frühjahr desselben Jahres für das Trance-Projekt Energy 52 einen Remix des Songs Café del Mar der in der Schweiz Platz 20, in Großbritannien Platz 24, in den Niederlanden Platz 22 und in Deutschland Platz 51 erreichte.
Noch 1997 wurde eine weitere Single mit der Aufschrift Three ’N One Presents Johnny Shaker u. a. mit dem Titelstück Pearl River veröffentlicht. André Strässer und Sharam Jey (aka Three ’N One) waren Autor der Stücke auf der Single. Kurz darauf veröffentlichten sie die weiteren Singles Soul Freak und No Way Out, wobei letztere über das Label Low Sense erschien.
1998 erschien ihr erstes, nach der Vorgängersingle betiteltes Album, Soul Freak, welches alle vorangegangenen Singlestücke (einschließlich des für Jonny Shaker produzierten Songs Pearl River) enthält. Der von ihnen erfolgreiche Remix von Café del Mar wurde als Café del Mar ’98 neu veröffentlicht und erreichte in Großbritannien diesmal mit Platz 12 die Top Twenty und verblieb dort 14 Wochen.
Noch im selben Jahr erschien ihre Single You Should Be Dancing welches ein Cover des alten Bee-Gees-Klassikers aus dem Jahre 1976 ist.
Im Jahr 2000 erschien mit Raise & Shine eine weitere Single, die im Folgejahr 2001 unter der Betitelung Three ’N One Presents Serial Diva auch als EP erschien. Danach kam das Produzentenduoprojekt für lange Zeit zum Erliegen. Trotzdem blieben Strässer und Sharam weiterhin im Musikgeschäft aktiv und unterstützen auch unabhängig voneinander andere Künstler. Sharam Jey veröffentlichte sogar Soloalben.
Erst im folgenden Jahrzehnt kam es wieder zu Aktivitäten. So wurde 2011 die EP You Got Me Fallin (In Love) über das Label Zouk Recordings veröffentlicht, welches ein Ableger der niederländischen Mutterlabels Armada Music B.V. ist. Das gleiche Label veröffentlichte die EP Three ’N One Presents Johnny Shaker – Pearl River 2011 mit sieben Titeln (eine Neuveröffentlichung der gleichnamigen Single aus dem Jahr 1997).
2012 kam es zur Zusammenarbeit mit dem Künstler Nay Ray und dem deutschen Sänger und Songwriter Cosmo Klein (bürgerl. Marcus Klein) aus Berlin. Mit ihnen wurde die Single Three ’N One & Nay Ray Feat. Cosmo Klein - Time to Feel Good veröffentlicht, ebenfalls über das Label Zouk Recordings.
2021 erschien jeweils ein Remix des Hits Reflect von 1996 und der zweitsingle Sin Sity von 1997. Beide Veröffentlichungen enthalten auch remasterte Versionen älterer Aufnahmen. Zeitnah erschien ein Three 'N One-Remix für den Song Body Shine des Künstlers Billy Hendrix.

## Diskografie

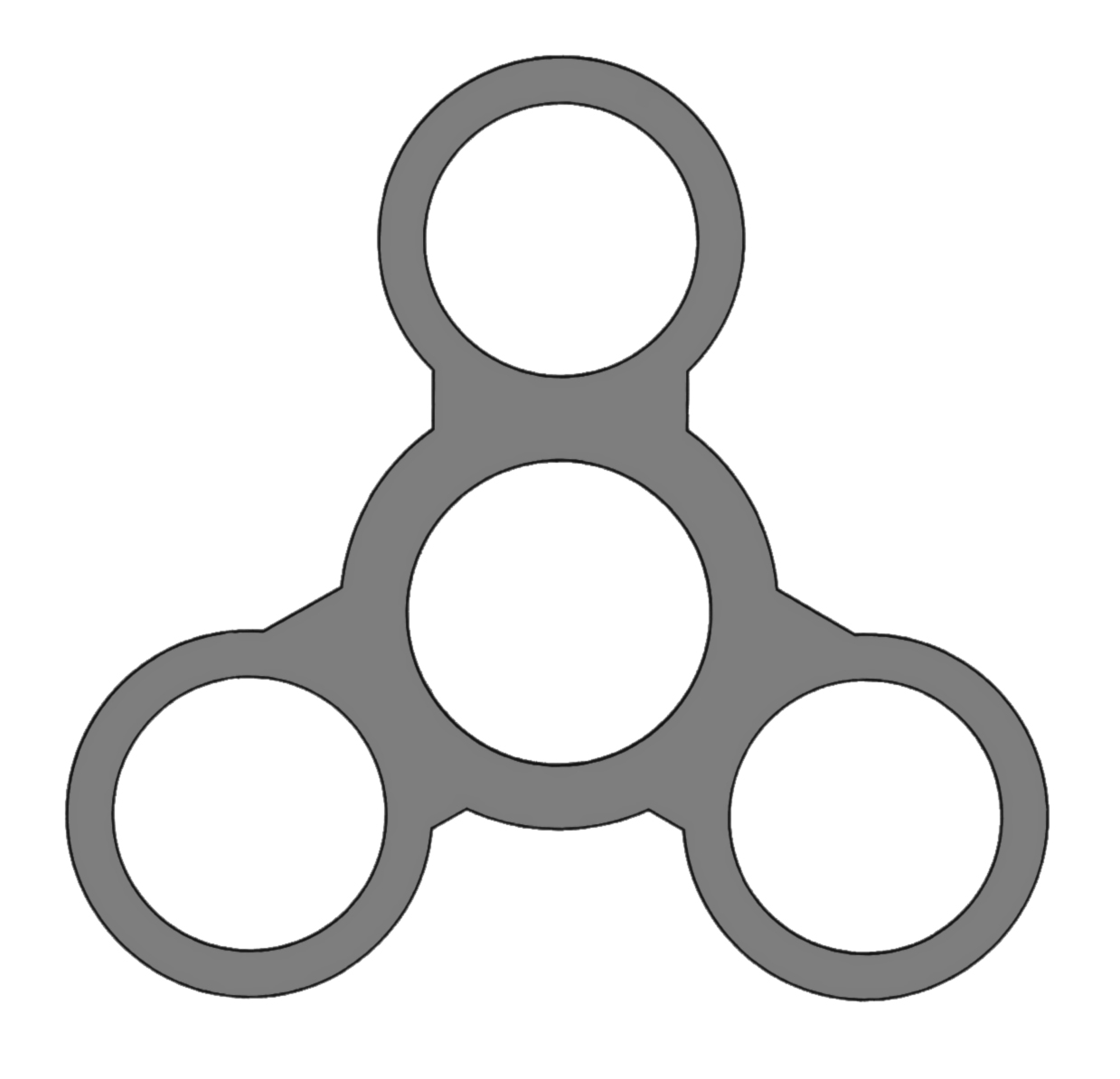
Logo

### Alben
- 1998: Soul Freak

### Singles
- 1996: Reflect
- 1997: Sin Sity
- 1997: Soul Freak
- 1997: Soul Freak / Drop & Roll[17]
- 1997: No Way Out
- 1998: You Should Be Dancing
- 2000: Rise & Shine
- 2011: You Got Me Fallin (In Love)(7xFile, MP3, 320)
- 2012: Time to Feel Good (mit Nay Ray Feat. Cosmo Klein, 4xFile, MP3, 320)
- 2021: Reflect (Remixes) – EP
- 2021: Sin Sity (Remixes)

### Remixe
- 1997: Energy 52 – Café del Mar (Three ’N One-Remix)
- 1997: Energy 52 – Café del Mar ’98 (Three ’N One-Remix)
- 1997: Crazy Malamute – Braveheart (Three ’N One-Remix)
- 1998: B.B.E. – Desire (Three ’N’ One Remix)
- 2013: Tune In – Turn Out (Three ’N One Remix)
- 2021: Billy Hendrix – Body Shine (Three ’N One 2021 Remix)[18]

### Als Produzentenduo und Autoren (Three ’N One presents)
- 1997: Pearl River (Three ’N One Presents Johnny Shaker)[19]
- 2001: Rise & Shine (Three ’N One Presents Serial Diva)[20]
- 2010: Pearl River 2010 (Three ’N One Presents Johnny Shaker)[21]
- 2011: Pearl River 2011 (Three ’N One Presents Johnny Shaker)[22]

## Musik-Videos
- 1996: Reflect (Regie: Zowie Broach)
- 1997: Sin City (Regie: Martin Weisz)
- 1997: Soul Freak (Regie: Nikolas Mann)
- 1997: Pearl River